# Al-Nazaza
Al-Nazaza (tiếng Ả Rập: النزازة) là một ngôi làng Syria nằm ở phó huyện của huyện Hama ở tỉnh Hama. Theo Cục Thống kê Trung ương Syria (CBS), al-Nazaza có dân số 354 người trong cuộc điều tra dân số năm 2004.